# Kelsey-Lee Barber
Kelsey-Lee Barber (født 21. september 1991) er en australsk atlet , der konkurrerer i spydkast.
Ved verdensmesterskaberne i atletik 2019 vandt Barber guld i spydkastning.
Ved sommer-OL 2020 i Tokyo tog Barber bronze i kvindernes spyd efter at have afsluttet bag Liu Shiying og Maria Andrejczyk.
I juli 2022 ved VM i Eugene tog Barber sit andet VM-guld i træk i spydkast efter et kast af en verdensbedste på 66,91 meter.